# Girona Open
Het Girona Open was een eenmalig golftoernooi van de Europese PGA Tour. Het werd van 21 tot en met 24 februari 1991 gespeeld op de golfbaan in Pals. De golfbaan ligt aan de oostkust van Spanje, net ten zuiden van de Pyreneeën.
De winnaar van het Girona Open was de Engelsman Steven Richardson met een score van -16. Als tweede kwam Miguel Ángel Jiménez met -14, en derde werd José Rivero met -13.